# آبي هارتلي
آبي هارتلي (بالإنجليزية: Abe Hartley)‏ هو لاعب كرة قدم بريطاني (وحمل سابقاً جنسية المملكة المتحدة لبريطانيا العظمى وأيرلندا) في مركز الدفاع، ولد في 8 فبراير 1872 في دمبارتون في المملكة المتحدة، وتوفي في 9 أكتوبر 1909 في ساوثهامبتون في المملكة المتحدة. لعب مع نادي أرسنال ونادي إيفرتون ونادي بيرنلي ونادي دمبرتون ونادي ساوثهامبتون ونادي ليفربول.